# Sandy Paillot
Sandy Paillot (Lyon, 27 februari 1987) is een Franse voetballer (verdediger) die sinds 2008 voor de Franse tweedeklasser Grenoble Foot uitkomt. Voordien speelde hij voor Olympique Lyon.
Paillot speelde in 2006 één wedstrijd voor de Franse U-21. Het was in een vriendschappelijke wedstrijd tegen Tsjechië.

## Carrière
- -2007: Olympique Lyon (jeugd)
- 2007-2009 : Olympique Lyon
  - 2008-2009: Grenoble Foot (op huurbasis)
- 2009-... : Grenoble Foot